# 操縦
操縦（）とは、
1. 思いのままにあやつり動かすこと[1]。特に飛行機に関してこの用語を用いる[1]。英語:control
2. 可動式の機械（機械装置を含む）全体を思いどおりに操り移動させること[2]。英語:manipulate
3. 人を思い通りにあやつること[3]。他者を自分の思わく通りに行動させること[2]。英語:twist [turn] somebody around one's little finger

## 概説
操縦は主に、航空機、宇宙船、船舶などといった乗り物、あるいはそれらのラジコンに対して用いられる用語である。
操縦する者を操縦者と言う。操縦者を補佐する人を副操縦者と言う。
操縦に必要な法的資格を有し操縦する者は操縦士などと呼ばれ、操縦士を補佐したり助手する役割の資格を有して操縦する者を副操縦士という。
操縦を行うために設けられた席を操縦席といい。操縦のための場所をコクピットや操縦室と言う。
運転と操縦
自動車については通常は運転（、英語:drive）と言い、基本的に操縦とは表現しない。
但し、自衛隊では運転とは表現せず寧ろ車両操縦あるいは操縦と表現される。
鉄道車両（や鉄道模型）では、電車・気動車・機関車に操縦及び運転の両方が用いられている。
操作と操縦
操縦は、機械を操り、自分の意図した方向や場所に移動させることを言う。
それに対して、操作は、思いどおりに操るための行動・動作である。位置が固定されている機械装置を操ることについては操作という表現を用いる。